# Devič
Devič (makedonska: Девич) är en ort i Nordmakedonien. Den ligger i kommunen Makedonski Brod, i den centrala delen av landet, 50 kilometer söder om huvudstaden Skopje. Devič ligger 518 meter över havet och antalet invånare är 171.